# نظريات الصدق الإبستيمية
تُعتبر نظريات الصدق الإبستيمية في مجال الفلسفة محاولاتٍ لتحليل مفهوم الصدق في ضوء المفاهيم الإبستيمية، مثل المعرفة، والاعتقاد، والقبول، والتحقق، والتسويغ، والمنظور.
يمكن تصنيف تلك التصورات المتنوعة إلى النظريات التحققية، والنظريات النسبوية أو المنظورية، والنظريات البراغماتية.
تعتمد التحققية على التحقق من القضايا. ترى الدعوى المميزة للتحققية أن نتيجة تلك التحققات تتمثل في الصدق بحكم التعريف، بمعنى أن الصدق قابل للاختزال إلى عملية التحقق.
وفقًا للنسبوية والمنظورية، تكون القضية صادقة فقط بالنسبة لمنظور معين. تكون القضية تقريبًا صادقة بالنسبة إلى منظور ما إذا وفقط إذا كانت مقبولة من جانب هذا المنظور أو مؤيدة له أو مشرّعة من قِبله.
يكتب العديد من المؤلفين حول موضوع مفهوم الصدق، ويدافعون عن مزيج من المواقف السابقة أو يؤيدونه. يمكن أن تتعرض كل من تلك التصورات الإبستيمية للصدق إلى العديد من الانتقادات. تُطبق بعض تلك الانتقادات على جميع المجالات، في حين يكون البعض الآخر أكثر تحديدًا.

## الرؤى التحققية
تُعد الوضعية والقَبْلية النوعين الرئيسيين لفلسفات التحقق.
في الوضعية، تكون القضية ذات معنى، وبالتالي تكون صادقة أو كاذبة، إذا وفقط إذا أمكن التحقق منها بواسطة الخبرات الحسية.
تُستخدم القبْلية عادة في مجالات المنطق والرياضيات، إذ ترى أن القضية تكون صادقة إذا وفقط إذا أمكن للتفكير القبْلي أن يتحقق منها. في نظرية اليقين المتعلقة بها، والمرتبطة بديكارت وسبينوزا، فإن القضية تكون صادقة إذا وفقط إذا كانت معروفة على وجه اليقين.
تحاول الوضعية المنطقية جمع الوضعية مع نوع من القبلية.

## الرؤى المنظورية
وفقًا للنسبوية والمنظورية، تكون القضية صادقة فقط بالنسبة إلى منظور معين. تُعتبر نسبوية المدرسة السوفسطائية وفلسفة نيتشة بعضًا من أكثر النماذج شهرة لتلك المنظورية. هناك أربعة تيارات رئيسية من المنظورية وبعض التقسيمات الفرعية المثيرة للاهتمام:

### منظورية الفرد
وفقًا لمنظورية الفرد، فالمنظورات هي وجهات نظر لأفراد معينين. لذلك، فإن القضية تكون صادقة بالنسبة إلى الشخص إذا وفقط إذا كانت مقبولة من جانب هذا الشخص أو كان يعتقد بها (أي «صادق بالنسبة لي»).

### منظورية الخطاب
وفقًا لمنظورية الخطاب، فالمنظور ببساطة هو أي نسق للخطاب، وهي مسألة اتفاق يختارها المرء. تكون القضية صادقة بالنسبة إلى ذلك الخطاب المعين إذا وفقط إذا أنتجتها أساليب هذا الخطاب (أو «أضفت عليها شرعية»). يظهر المثال على ذلك في فلسفة الرياضيات: الصورية. تكون القضية صادقة بالنسبة إلى مجموعة من الافتراضات فقط في حالة أن تكون نتيجة استنباطية لتلك الافتراضات.

### المنظورية الجمعية
تُفهم المنظورات في المنظورية الجمعية بوصفها مجموعات من الناس (الثقافات والتقاليد، إلخ). هناك تقريبًا ثلاثة اتجاهات من الجمعية:

#### الإجماع
يكون المنظور تقريبًا آراء واسعة النطاق، وربما معايير مجتمع معين من الناس وممارساته، قد تملك جميعها بعض السمات الخاصة المشتركة. لذلك، تكون القضية صادقة (بالنسبة لمجتمع س) إذا وفقط إذا كان هناك إجماع بين أعضاء المجتمع س على الاعتقاد بها.

#### السُلطة
في رؤية السلطة الموجهة، فالمنظور هو مجتمع خاضع لقوة، أو سلطة، أو قوة عسكرية، أو امتياز، وما إلى ذلك. لذلك، تكون القضية صادقة إذا «جعلتنا أقوياء» أو «أنتجتها السلطة»، وهكذا يكون الشعار «الصدق هو السلطة». قد ترتبط رؤية الصدق باعتباره ركيزة سياسية على نحو حر بمارتن هايدغر وتحليل ميشيل فوكو الخاص بالخطاب السياسي والتاريخي، بالإضافة إلى بعض البنائيين الاجتماعيين. ومع ذلك، يختلف التصوف النازي لمفهوم «مجتمع الدم» الطائفي اختلافًا جذريًا عن نقد هايدغر أو فوكو لمفهوم الذات الفردية أو الجمعية.

#### الماركسية
تُعتبر المنظورات المولدة للصدق تجمعات معارضة للقوة والسلطة أو منخرطة في صراع ضدها. على سبيل المثال، المنظور الجمعي «للبروليتاريا». لذلك، تكون القضية صادقة إذا كانت «نتاجًا للصراع السياسي» من أجل «تحرير العمال» (أدورنو). ترتبط تلك الرؤية مجددًا ببعض البنائيين الاجتماعيين (على سبيل المثال، المشتغلون بالإبستيمولوجيا النسوية).

### الرؤى البراغماتية
رغم أنه لا يمكن تصنيف النظرية البراغماتية في الصدق بشكل صارم على أنها نظرية إبستيمية في الصدق، فإنها ترتبط بنظريات الصدق التي تستند إلى مفاهيم البحث والمعرفة.
المنظور الإبستيمي النموذجي هو ذلك «العلم المكتمل»، الذي سوف يظهر (مؤقتًا) في «حدود البحث العلمي». تكون القضية صادقة إذا وفقط إذا أصبحت مقبولة في نهاية الأمر من جانب مجموعة من الباحثين الذين يستخدمون منهجًا عقلانيًا علميًا. يمكن صياغة ذلك أيضًا كالتالي: تكون القضية صادقة إذا وفقط إذا أصبحت مقبولة في نهاية الأمر من جانب مجموعة من الباحثين، إن كانوا يستخدمون منهجًا عقلانيًا علميًا. وبالتالي، يُعتبر هذا الرأي تعديلًا لوجهة نظر الإجماع. يحتاج الإجماع إلى تلبية بعض القيود لكي تكون القضايا المقبولة صادقة. على سبيل المثال، يجب أن تكون المناهج المستخدمة هي تلك المناهج العلمية (النقد، والملاحظة، وقابلية إعادة الإنتاج، وما إلى ذلك). يمثل هذا «التعديل» لوجهة نظر الإجماع استئنافًا لنظرية التناظر في الصدق، والتي تتعارض مع نظرية الإجماع في الصدق.
دافع تشارلز ساندرز بيرس عن البراغماتية العلمية بعيدة المدى. يرتبط أحد أشكال وجهة النظر تلك بيورغن هابرماس، رغم أنه تخلى عنها لاحقًا.